# Silwan

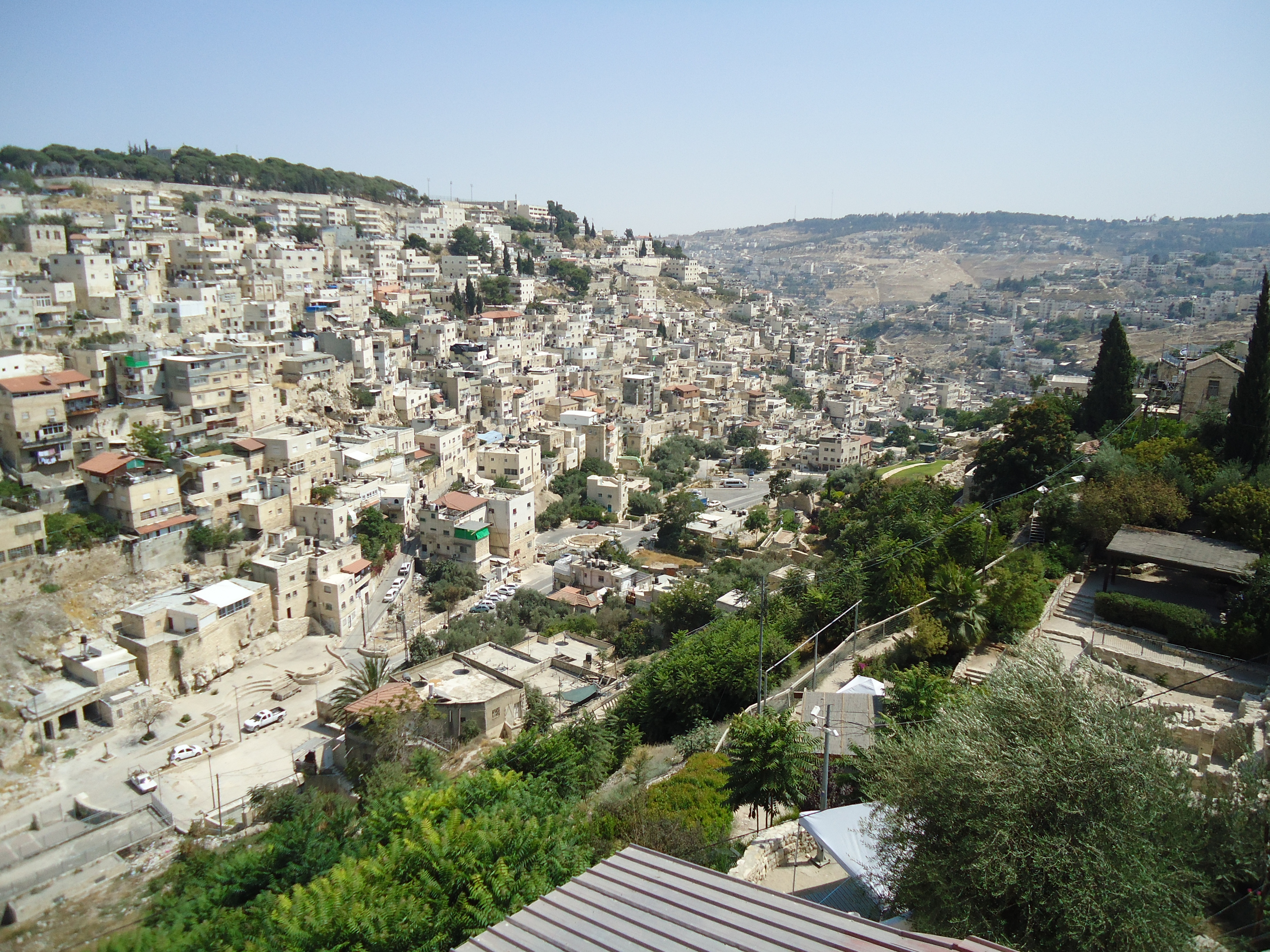
Blick auf Silwan

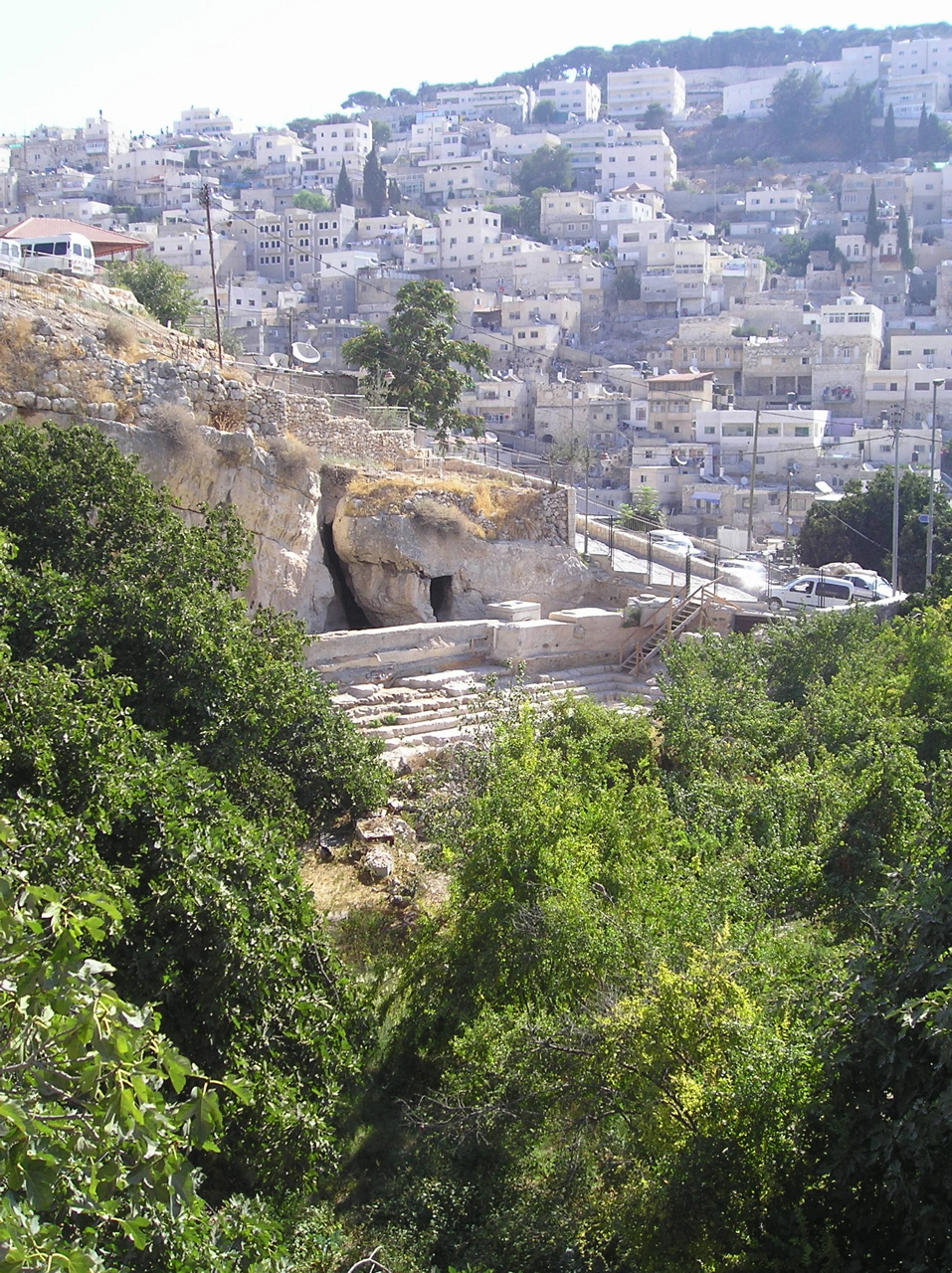
Der Teich von Siloah

Silwan (arabisch سلوان, DMG Silwān) ist ein vorwiegend von Palästinensern bewohnter Stadtteil Ostjerusalems, der südlich der Jerusalemer Altstadt liegt.
Nach dem Palästinakrieg von 1948 kam das Dorf unter jordanische Besatzung. Die jordanische Herrschaft dauerte bis zum Sechstagekrieg, als Silwan von Israel besetzt wurde. 1980 wurde Ostjerusalem durch das Jerusalemgesetz annektiert.
Je nach Sichtweise hat Silwan 20.000 bis 50.000 palästinensische Einwohner und etwa 500 bis 2800 Israelis.

## Lage
Das historische Silwan lag am östlichen Hang des Kidrontals, gegenüber der Gihonquelle und der Davidsstadt. Die Dorfbewohner bebauten das Ackerland unten im Kidrontal. Reisende des neunzehnten Jahrhunderts beschreiben es als grün und kultiviert.
Im zwanzigsten Jahrhundert wuchs Silwan nach Norden in Richtung Jerusalem. Heute umfasst Silwan das historische Silwan im Süden, das jemenitische Dorf im Norden und das einst freie Land dazwischen.

## Geschichte

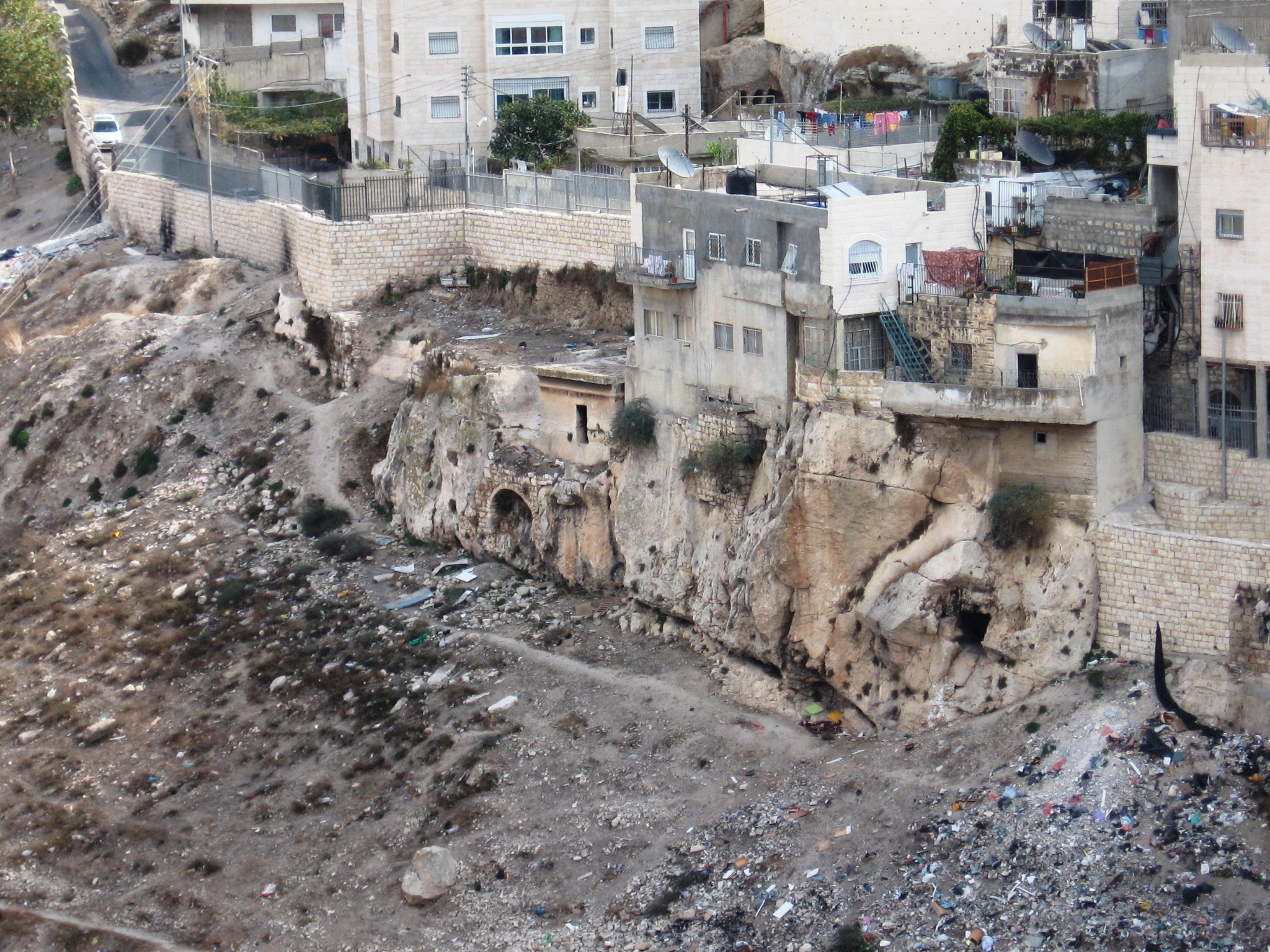
Häuser in Silwan über der Nekropole mit dem Monolithen Grab der Tochter des Pharaos

Das Dorf wurde auf einer Nekropole der antiker Zeit und um diese herum errichtet. Diese Nekropole ist eine archäologische Stätte von großer Bedeutung. Sie enthält 50 große Felsengräber mit hebräischen Grabinschriften, von denen vermutet wird, dass sie die Grabstätten der ranghöchsten Beamten des judäischen Reiches waren. Das „berühmteste“ Felsengrab mit feinen Verzierungen wird das Grab der Tochter des Pharaos genannt.
Alle Gräber wurden geplündert und im Laufe der Jahrhunderte zweckentfremdet. In der christlichen Periode lebten dort Mönche, die einige Felsengräber als Kirchen nutzten. Danach nutzten sie muslimische Dorfbewohner.

### Mittelalter
Die erste Erwähnung Silwans wird um die Ankunft des zweiten rechtgeleiteten Kalifen ʿUmar ibn al-Chattāb aus Arabien datiert. Nach der Eroberung Jerusalems soll Umar die Stadt zu Fuß betreten haben, während sein Diener auf einem Kamel ritt, das ihn mit einem Schlüssel der Stadt mit dem Schlüssel darbot. Der Kalif verlieh deshalb dem Ort der Höhlenbewohner, die bei der Quelle im Tal wohnten, den Namen „Khan Silowna“.
Nach mittelalterlicher muslimischer Tradition war die Silwan-Quelle (Ayn Silwan) eine der vier heiligsten Quellen in der Welt. Silwan wird im 10. Jahrhundert von dem arabischen Schriftsteller und Reisenden al-Muqaddasī als „Sulwan“ erwähnt. Im Jahre 985 notierte er, dass das Dorf am südlichen Stadtrand von Jerusalem Ain Sulwan („Quelle von Siloah“, siehe Ain Silwan) genannt wurde, die „ziemlich gutes Wasser“ führte, mit dem große Gärten bewässert wurden, die der dritte rechtgeleitete Kalif ʿUthmān ibn ʿAffān, ausgestattet als Waqf den verarmten Bewohner von Jerusalem gab.

### Ottomanische Zeit
Im Jahr 1596 erschien Ayn Silwan in der Nahiya von Quds in osmanischen Steuerregistern. Es gab 60 muslimische Haushalte.
Während eines Bauernaufstandes gegen Ibrahim Pascha im Jahre 1834 infiltrierten Tausende von Rebellen Jerusalem durch alten unterirdischen Abwasserkanäle, die zu den landwirtschaftlichen Feldern des Dorfes Silwan führten. Ein Palästina-Reisender schrieb im Jahre 1883, dass sich die Muslime am Freitag in den Olivenhaine in der Nähe von Silwan trafen.
In der Mitte der 1850er Jahre bekamen die Dorfbewohner von Silwan von den Juden £100 jährlich, um die die Entweihung der jüdischen Gräber auf dem Ölberg zu verhindern. Außerdem mussten jüdische Pilger der Klagemauer den Bewohnern von Silwan eine Gebühr zahlen, die 1863 10.000 Piaster betrug. Reisende des 19. Jahrhunderts beschrieben das Dorf als Hort der Räuber.
Ein offizielles osmanisches Kataster von 1870 belegt, dass Silwan insgesamt 92 Häuser und 240 männliche Einwohner hatte. Im Jahr 1910 kaufte die jemenitische jüdische Gemeinde in Jerusalem und in Silwan auf Kredit und mit Hilfe des Baron Edmond de Rothschild ein Stück Land auf dem Ölberg, um dort ihre Toten zu begraben. Im folgenden Jahr wurde die Gemeinde auf Drängen des Muhtars von Silwan gezwungen, ein benachbartes Areal dazu zu kaufen.

### Britische Mandatszeit
Bei der Volkszählung Palästinas von 1922 bestand die Bevölkerung aus 1699 Muslims, 153 Juden und 49 Christen.
Im selben Jahr kaufte Baron Edmond de Rothschild dort mehrere Morgen Land und übertrug sie auf die Palästina Jewish Colonization Association.
Bei der Volkszählung Palästinas von 1931 hatte Silwan 630 bewohnte Häuser und eine Bevölkerung von 2553 Muslims, 124 Juden und 91 Christen.
Während des Arabischen Aufstands wurde die jemenitische Gemeinde von Silwan durch den Jüdischen Nationalrat in Palästina ins jüdische Viertel umgesiedelt. Als sich 1938 die Sicherheit für die Juden verschlechterte, wurden die verbliebenen jemenitischen Juden aus Silwan evakuiert. Deren Häuser wurden von arabischen Familien bewohnt.

### Jordanische Ära
Nach dem Palästinakrieg wurde die West Bank von Jordanien annektiert. Das Land in Silwan, das in jüdischem Besitz war, wurde bis 1967 von Jordanien verwaltet.

### Staat Israel
Nach der Besetzung von Ostjerusalem im Jahr 1967 haben jüdische Organisationen versucht, eine jüdische Präsenz in Silwan wiederherzustellen. 1980 wurde Silwan als Teil von Ostjerusalem von Israel annektiert. 1987 informierte der Ständige Vertreter Jordaniens bei den Vereinten Nationen den Generalsekretär über die israelischen Siedlungstätigkeiten. Er wies in seinem Brief darauf hin, dass eine israelische Firma mit der Behauptung, die Häuser wären ihr Eigentum, zwei palästinensische Häuser in der Nähe von Al-Bustan übernommen habe, nachdem ihre Bewohner vertrieben wurden. Die Davidsstadt, sei schon immer ein Schwerpunkt der jüdischen Siedlung gewesen.
Im Jahr 1991 formierte sich eine Bewegung, jüdische Ansiedlungen in Silwan zu fördern. Einige Immobilien waren bereits in den 1980er Jahren aufgrund israelischer Gesetze als abwesendes Eigentum deklariert worden und der Verdacht entstand, dass eine Reihe von Forderungen von jüdischen Organisationen ohne Ortsbesichtigungen eingereicht wurden. Durch indirekte Käufe wurden Immobilien von Juden erworben, einige unter Berufung auf das israelische Gesetz zum abwesenden Eigentum. In anderen Fällen unterzeichnete der Jüdische Nationalfonds geschützte Mietverträge.
Josh Earnest, der Sprecher des Weißen Hauses, verurteilte die Übernahmen und beschrieb die neuen Bewohner als Personen, die „mit einer Organisation verbunden sind, die nach ihrer Satzung Spannungen zwischen Israelis und Palästinensern schürt“. Der israelische Premierminister Benjamin Netanyahu zeigte sich „verblüfft“ über die Kritik und hielt es für „unamerikanisch“, den legalen Erwerb von Häusern in Ost-Jerusalem zu kritisieren.
Am 1. August 2018 wurde ein Grundstein für ein Zentrum zum Gedenken an die jemenitische Synagoge in Silwan gelegt. Das Gebetshaus wurde im arabischem Aufstand von 1936 bis 1939 verlassen und zerstört.

## Umweltprojekte
In einem Sanierungsplan schlug der Jerusalemer Bürgermeister Nir Barkat die Einrichtung eines Parks mit dem Namen „Garten des Königs“ vor. Dazu sollte auch Silwan als Teil des Kidron-Tales gehören.
Der UN-Sonderberichterstatter Richard A. Falk kommentierte den Plan mit den Worten, dass „das Völkerrecht Israel nicht erlaubt, palästinensische Häuser abzureißen, um für das Projekt des Bürgermeisters Platz zu machen oder irgendetwas zu bauen“.

## Archäologie
Man nimmt an, dass der Bergrücken westlich von Silwan, der als Davidsstadt bekannt ist, das ursprüngliche bronze- und eisenzeitliche Jerusalem ist. Archäologische Untersuchungen begann im 19. Jahrhundert. In der osmanischen Zeit gab es kaum Besiedlung. Erst im späten 19. Jahrhundert siedelten hier Juden und Araber. Skelette der islamischen Zeit, die im Zuge der Ausgrabungen entdeckt wurden, sind verschwunden. ElAd wurde beschuldigt, auf palästinensischem Eigentum ohne Erlaubnis Ausgrabungen durchzuführen.
Im Jahr 2007 legten Archäologen unter einem Parkplatz ein 2000 Jahre altes Herrenhaus frei, das der Königin Helene von Adiabene zugeschrieben wird. Das Gebäude verfügt über Lagerräume, Wohnräume und rituelle Bäder. Im April 2008 stoppte das Oberste Gericht vorübergehend die Ausgrabungen.
Nach achtjährigen unterirdischen Ausgrabungen wurde am 1. Juli 2019 ein alter Pilgerpfad als archäologische Touristenstätte eröffnet. Nach Erkenntnissen der Archäologen entstand die Pilgerstraße frühestens 30 bis 31 nach Christus und führte vom Teich von Siloah durch Silwan zum Jerusalemer Tempel.